# Nagisa Sakurauchi
Nagisa Sakurauchi (櫻内 渚, Sakurauchi Nagisa) est un footballeur japonais né le 11 août 1989 à Yao. Il évolue au poste de latéral droit.